# 碲酸钡
碲酸钡是一种无机化合物，化学式为BaTeO4。

## 制备及反应
碲酸钡可由氧化钡和三氧化碲或氧化钡和碲酸反应制得：
{\displaystyle {\ce {BaO + TeO3 -> BaTeO4}}}
{\displaystyle {\ce {BaO + H2TeO4 -> BaTeO4 + H2O}}}
BaH4TeO6在375 °C加热分解，也能得到BaTeO4。
它可被还原为碲化钡。

## 拓展阅读
- 山村金保. 酸根の系統的新定性分析法(第五報) （页面存档备份，存于）. 日本化學會誌/58 巻 (1937) 1 号.